# Asymptote Architecture
Asymptote Architecture ist ein weltweit arbeitendes US-amerikanisches Architekturbüro; es wurde 1989 von Hani Rashid und Lise Anne Couture gegründet und hat seinen Sitz in New York City. Das Büro gilt als Vorreiter im Bereich der visionären Architekturtheorie und vor allem der computergenerierten, virtuellen Architektur.

## Bauten und Projekte
2010 arbeitet Asymptote an einem 100.000 m² großen städtebaulichen Entwurf im italienischen Bergamo sowie am World Business Center Solomon Tower im südkoreanischen Busan, das mit einer Höhe von 560 m zu den höchsten in Asien gehören wird. Außerdem ist ein großer Hotel- und Theater-Komplex für das Global City Center in Penang Malaysia in Arbeit.
Kurz vor der Fertigstellung stand 2010 ein luxuriöser Apartment-Komplex im West Village in New York City.
Realisierte Bauten von Asymptote sind der Hydra Pier Pavillon im nordholländischen Haarlemmermeer von 2002, mehrere Flagshipstores für Carlos Miele und Alessi in New York City sowie das Yas-Hotel in Abu Dhabi (2009).
Im Jahre 1992 entwarfen Anne Couture und Hani Rashid im Auftrag der New York Times ein hypothetisches Gebäude für den Times Square. 2000 folgte ein virtuelles Museum für das Solomon R. Guggenheim Museum. Im gleichen Jahr vertrat Hani Rashid die Vereinigten Staaten auf der VII. Architekturbiennale in Venedig, und im Jahr 2004 entwickelten Rashid und Couture das Ausstellungsdesign für die Neunte Architektur-Biennale in Venedig. Asymptotes Arbeiten wurden in Deutschland auch bei der Documenta 11 in Kassel und in der Schirn Kunsthalle in Frankfurt gezeigt.

## Auszeichnungen
2004 erhielten Hani Rashid und Lise Anne Couture den Österreichischen Friedrich Kiesler-Preis für Architektur und Kunst für die außerordentliche Fähigkeit, Kunst und Architektur konzeptuell zu verschmelzen.

## Fertiggestellte Projekte

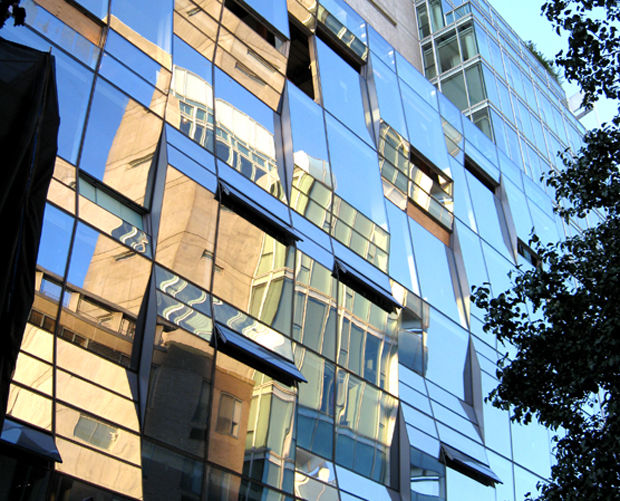
166 Perry Street, New York, NY
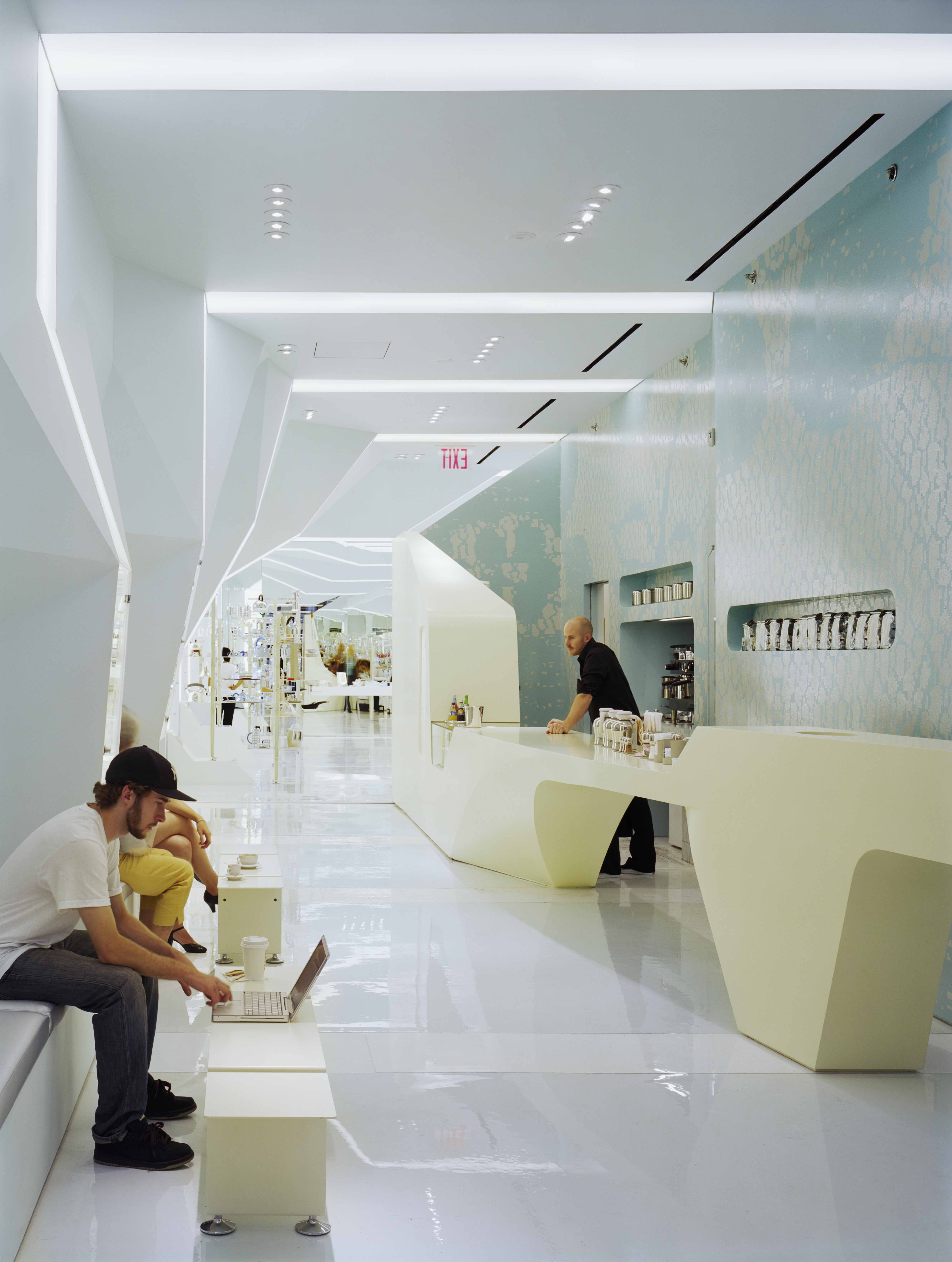
Alessi Flagship Store
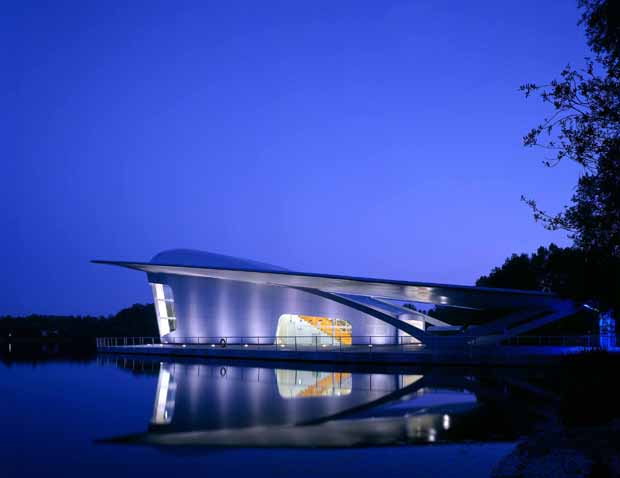
Hydrapier Pavilion, Haarlemmermeer, Niederlande
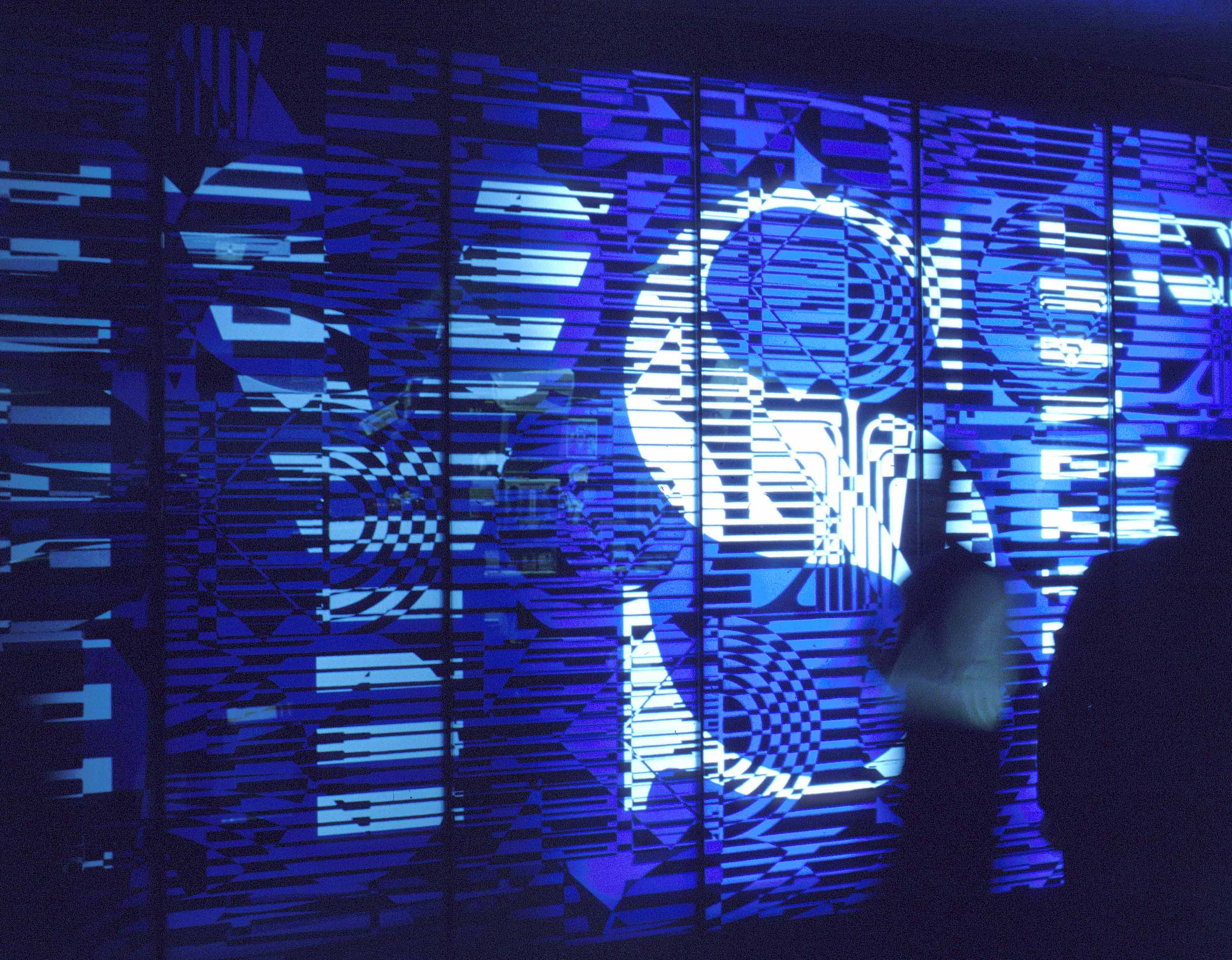
New York Stock, Trading Floor